# Bahnhof Bad Schlema
Der Bahnhof Bad Schlema ist eine Betriebsstelle der Bahnstrecke Schwarzenberg–Zwickau sowie der früher hier einmündenden Bahnstrecke Schneeberg–Schlema unt Bf. Von 1856 bis 1953 hieß der Bahnhof Niederschlema, von 1953 bis 1958 Schneeberg-Niederschlema und danach, zum Unterschied zum Bahnhof Schlema ob Bf, Schlema unt Bf. Nach der Stilllegung der abzweigenden Strecke erhielt er 2010 den jetzigen Namen.
Das Empfangsgebäude und der überdachte Inselbahnsteig mit Treppeneinhausung sind ein Baudenkmal (Denkmalnummer 0923863).

## Beschreibung
Die Bahnhofsbauten des Unteren Bahnhofs Schlema bestehen aus einem Empfangsgebäude sowie aus dem überdachten Inselbahnsteig mit Treppeneinhausung. Das Bahnhofsensemble ist aus roten und gelben Klinkern im Kasernenstil gebaut worden und gliedert sich in einen eingeschossigen und einen zweigeschossigen Baukörper. Beide sind mit Satteldächern abgeschlossen und mit hölzernen Sparren und Pfetten geschmückt.
Ebenfalls erhalten, aber nicht Bestandteil der Baudenkmalliste, ist das frühere Bahnwärterhaus am Bahnübergang der Auer Talstraße.
Im Jahr 1858 bestand der Bahnhof Niederschlema aus einem Empfangsgebäude mit 172 m² Grundfläche, zwei Bahnsteigen mit je 118 m Länge, einem Freiabtritt, einem Wirtschaftsgebäude sowie einem Weichenstellhäuschen und einer Feuerspritze. Das Empfangsgebäude war ein dreiachsiger Mittelbau mit zwei niedrigen Seitenanbauten, die Türen und Erdgeschossfenster hatten Bogenform. Hinzu kam ein 16 m langer einständiger Lokschuppen, vor dem eine Drehscheibe eingebaut war, sowie an den jeweiligen Bahnhofsausfahrten zwei Wasserkräne. Auf dem Bahnhofsgelände lagen ein Maschinengleis (Nr. 1), das Schneeberger Gleis mit gesondertem Bahnsteig (Nr. 2), die Schwarzenberg-Zwickauer Gleise mit Mittelbahnsteig (Gleise 3 und 4), ein Gütergleis (Nr. 5). Vierzehn Weichen ermöglichten die entsprechenden Rangierfahrten.
Das sächsische Denkmalamt hat das Empfangsgebäude in seine Liste aufgenommen, weil es als authentisch erhaltener zeittypischer öffentlicher Bau von eisenbahn-, orts- und baugeschichtlicher Bedeutung gilt.

## Geschichte
Die Anfänge einer Eisenbahnstrecke von Schneeberg nach Niederschlema gehen auf den 1858 eröffneten Landbahnhof zurück, der im Zusammenhang mit dem Ausbau der Industrie im Ort notwendig geworden war. Der damalige sächsische Landtag hatte am 7. August 1855 den Bau der Obererzgebirgischen Eisenbahn parallel zu den Ufern von Zwickauer Mulde und Schwarzwasser genehmigt. Noch im Sommer 1856 begann der Bau im Streckenabschnitt Niederschlema.
Der Direktor der Königlichen (sächsischen westlichen) Staatseisenbahnen, Karl Hermann von Craushaar, übergab am 5. Mai 1858 die entsprechende Strecke mit den Bahnhöfen Wiesenburg, Stein, Niederschlema, Aue und Schwarzenberg sowie mit den Haltepunkten Cainsdorf, Grüna (Fährbrücke) und Lauter der Öffentlichkeit. Am 11. Mai fuhr ein Festzug mit der Lok Einhundert (das war die einhundertste Lokomotive aus der Fabrik Hartmann in Chemnitz) erstmals auf der Strecke, der offizielle Verkehr begann am 15. Mai 1858.
Für eine weitere geplante Eisenbahnverbindung zwischen Schlema und Schneeberg hatten die Bahningenieure den Bahnhof in Niederschlema so entworfen, dass ein zweites Gleispaar verlegt werden konnte. Das beinhaltete zudem Rangier- und Wassertankmöglichkeiten, Kohlebefüllungsanlagen. Außerdem sollte eine Möglichkeit der Lokbehandlung hier gegeben sein. Mit den nun vergebenen Bauaufträgen wurden einige an der neuen abgesteckten Trasse vorhanden gewesene Bauten, wie eine Scheune hinter der Brandmühle in Oberschlema, abgebrochen oder in Teilen versteigert. Für die komplette Abfertigung des Personen- und Güterverkehrs auf dem Bahnhof Niederschlema beschäftigte die Bahnverwaltung im Jahr 1904: 1 Haltestellenaufseher, 4 Weichenwärter, 1 Hilfsweichensteller, 1 Auflader und Kofferträger.
Das Muldehochwasser Anfang August 1858 unterbrach den sich entwickelnden Personenverkehr und Posttransport, weil der Bahndamm an vielen Stellen unterspült worden war. Der Bahnhof Niederschlema wurde nicht beschädigt. Erst am 24. Oktober waren die Reparaturen erledigt und der fahrplanmäßige Verkehr konnte neu starten.
Die wachsende Industrie in Schlema sowie der Zuzug der Arbeiterfamilien machte die Kapazitätserweiterung der Bahnhofsanlage unumgänglich. In den Jahren 1871/1872 wurde das Gütergleis verlängert und ein Güterschuppen mit Laderampe neu hinzugebaut, damit wurde aus der Haltestelle die Güterstation Schlema. Im Folgejahr, 1873 erhielt der Bahnhof einen Anschluss an die Gasanlage der Papierfabrik, womit hier zehn Gaslaternen bedient werden konnten: acht Laternen standen auf den beiden Bahnsteigen, zwei erleuchteten das Empfangsgebäude gleisseitig.

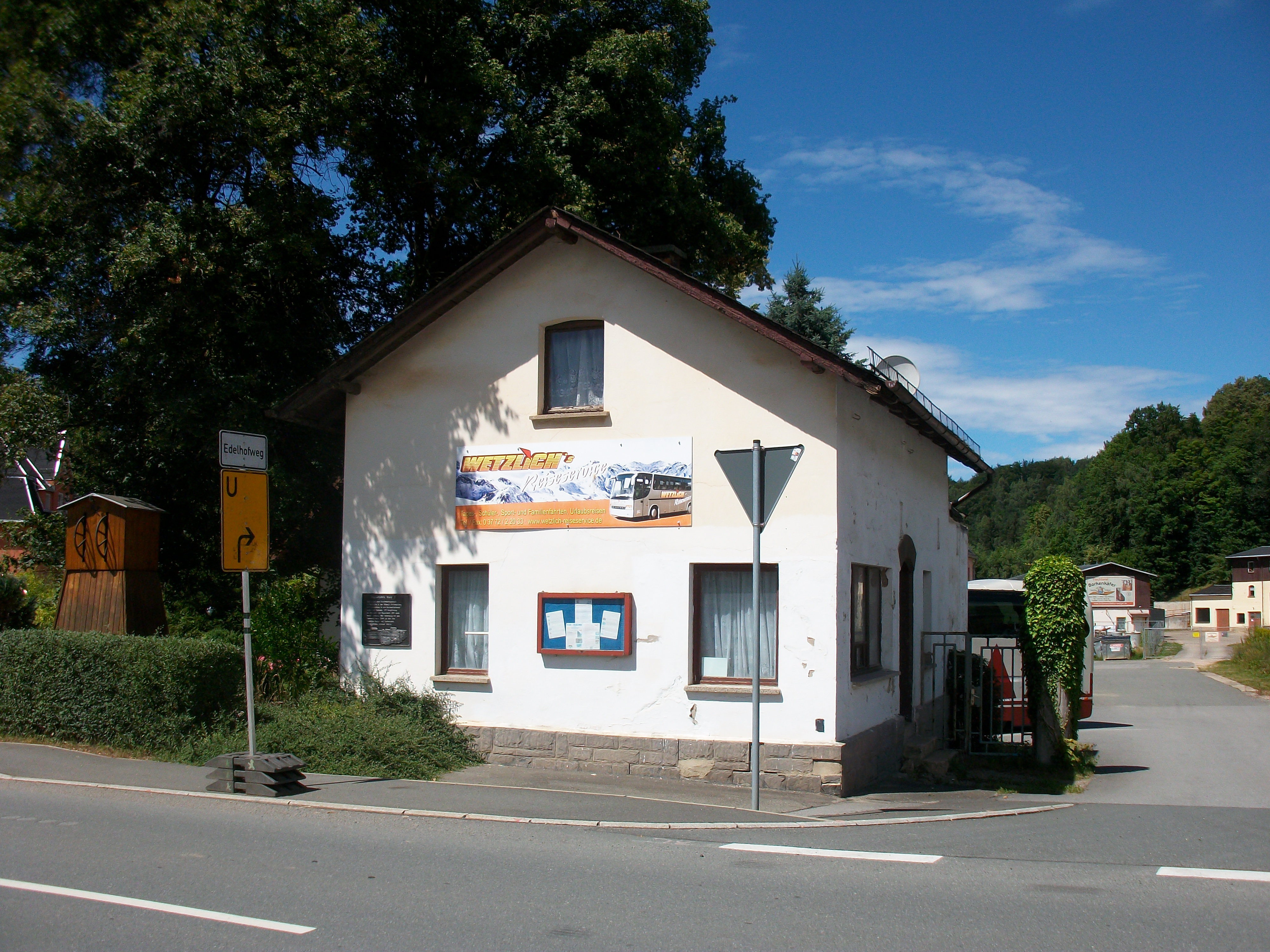
Niederschlema, BÜ Auer Talstraße, Bahnwärterhaus (später Pförtnerhaus der Papierfabrik) (2018)

 Eine weitere Papierfabrik erforderte einen Bahnanschluss, der 1876 in Betrieb gehen konnte. Bald musste wiederum eine Bahnhofsvergrößerung vorgenommen werden, weil nur ein zweigleisiger Betrieb allen Anforderungen genügen würde. Von 1892 bis 1901 erfolgten Umbauarbeiten an den Bahnhofsanlagen in drei Etappen, wofür die sächsische Regierung insgesamt fast drei Millionen Mark bereitstellte. Dabei wurde auch die Trassenführung verändert und eine neue steinerne Bogenbrücke errichtet, die 130 m lang, 14 m hoch war und auf sieben Bögen ruhte.
Ein Ende des 19. Jahrhunderts angelegter Tunnel Richtung Aue verkürzte die Strecke wieder, so dass das „tiefe O“ entfiel. Der erste Neubauabschnitt ging per 11. Oktober 1899 an das Schienennetz. Es folgten unmittelbar eine Neuerschließung des Bahnhofsgeländes, die Verlegung weiterer Gleispaare, die Verbreiterung des Mittelbahnsteigs, die Verbreiterung der Muldebrücke, die Errichtung einer Stützmauer zum Bett der Mulde hin sowie eine Verbreiterung der Straße unmittelbar vor dem Bahnhof. Das neue größere Bahnhofsgebäude wurde zwischen 1898 und April 1900 errichtet, für welches der alte Güterschuppen und das Wasserhaus abgetragen und auch ein Fußgängertunnel gebaut wurde. Die früheren Gasleuchten wurden auf Spiritusglühlicht umgerüstet.
Die feierliche Einweihung der gesamten Neukonstruktion Bahnhof Niederschlema mit Umfeld erfolgte am 30. April 1900 in der (noch erhalten gebliebenen) alten Bahnhofsgaststätte (Betreiber A. Barthel), von wo die Teilnehmer mit Lampions zum neuen Bahnhof umzogen. Mit der Eröffnung zählte die Anlage zu den 40 größten Bahnstationen im damaligen Sachsen. Die Reste des Vorgängerbahnhofs wurden anschließend vollständig abgetragen. Doch erst die Fertigstellung des Eisenbahntunnels führte zum Abschluss aller Arbeiten und der planmäßige Eisenbahnbetrieb begann zum 30. Mai 1900, am Tunnelausgang an der Muldenbrücke gab es allerdings noch Verzögerungen, die erst am 10. Juli des Jahres erledigt waren.
Für den neuen Bahnhof waren nun bereits 24 Mitarbeiter tätig. – Ein neuer Gleisanschluss erfolgte für die Leonhardtsche Papierfabrik, während das nicht mehr für den Durchgangsverkehr benötigte Schienenstück zum Betreiben eines neuen Holzlagerplatzes genutzt wurde. Vor der Eingangstür zum Bahnhofsgebäude errichtete man noch einen hölzernen Vorbau als Windfang. Mit der Ausbreitung der Elektroenergie erhielt der Bahnhof 1911/1912 auch eine elektrische Beleuchtung. In der neuen Form ist der Bahnhof seitdem weitestgehend unverändert geblieben.
Das wachsende Radiumbad Oberschlema zog ab 1920 weiteren Eisenbahnverkehr nach sich, so dass der Bahnhof Niederschlema nun kräftig frequentiert wurde, die Zugfolge wurde erhöht. Zudem diente der Bahnhof noch als Haltepunkt für einen 1937 bis 1939 eingesetzten Eiltriebwagen Leipzig-Schlema, wo die Fahrgäste auch Anschluss nach Aue hatten. (Parallel zur Entwicklung des hier beschriebenen Bahnhofs Niederschlema gab es ab 1860 einen weiteren Bahnhof im Ort, der den Namen Haltestelle Oberschlema trug und seine Existenz wohl dem sich entwickelnden Blaufarbenwerk verdankte. Mit der Eröffnung des Omnibuslinienverkehrs zwischen Schneeberg, Schlema und Aue ab 1927 sowie der Verbindung nach Rodewisch 1928 und nach Zwickau ging die Nachfrage nach Eisenbahnfahrten zurück. Trotzdem ließ die Bahnverwaltung das kleine marode Bahnhofsgebäude Oberschlema 1931 durch neue und moderne Anlagen ersetzen, weil hier nun auch Kurgäste anreisten.)
Am Ende des Zweiten Weltkriegs sprengte die Wehrmacht die Eisenbahnbrücke am Tunnel nach Aue, um das Vorankommen der Sowjetarmee zu erschweren. Doch mit Kriegsende ergaben sich infolge der sowjetischen Besetzung ab 19. Juni 1945 neue Probleme für den Eisenbahnbetrieb: ihre Spezialisten suchten und fanden im Gestein Uranerz, das zum Bau von Atombomben und von Atomkraftanlagen gebraucht und abgebaut wurde.
So dienten beide Bahnhöfe in Schlema und auch die in den Nachbarorten nun vor allem dem Umschlag der Erze von Lastkraftwagen in Güterwaggons zum Weitertransport in die Sowjetunion, dem Transport von Zubehör für den Bergbau und Baumaterial sowie dem stark zunehmenden Arbeiter-Berufsverkehr, wofür jedoch 1946 nur drei Personenwagen vorhanden und einsetzbar waren. Auch das übrige rollende Material war alt und verschlissen. Bewachte Zwischenlagerplätze mussten hergestellt werden, auf beiden Schlemaer Bahnhöfen drängten sich täglich die in ganz Deutschland angeworbenen Bergarbeiter.
Die Zweigbahn von Schneeberg zum Bahnhof Oberschlema erfüllte ihre Verkehrsaufgabe nur bis zum 1. August 1952, dann diente sie als Zubringer für die Wismut-Kumpel, schließlich erhielt der Rat der Stadt Schneeberg 1958 alle Gebäude und Nebenanlagen, die zu großen Teilen nach und nach abgebaut wurden. 1959 waren die letzten Sachzeugen der Eisenbahngeschichte in Oberschlema beseitigt.
Die Verbindungen von und nach Niederschlema blieben vorerst erhalten, auch die Transportaufgaben bezüglich Personen und Güterverkehr wurden fortgesetzt. Der Bahnhof bekam infolge der Gründung des Stadtkreises Schneeberg am 4. Oktober 1953 den Namen Schneeberg-Niederschlema. Eine Strukturanalyse aus dem Jahr 1955 ergab, dass hier täglich 141 Zugeinheiten abgefertigt wurden (Reisezüge, Schichtfahrten, Güterzüge und Lokrangierfahrten).

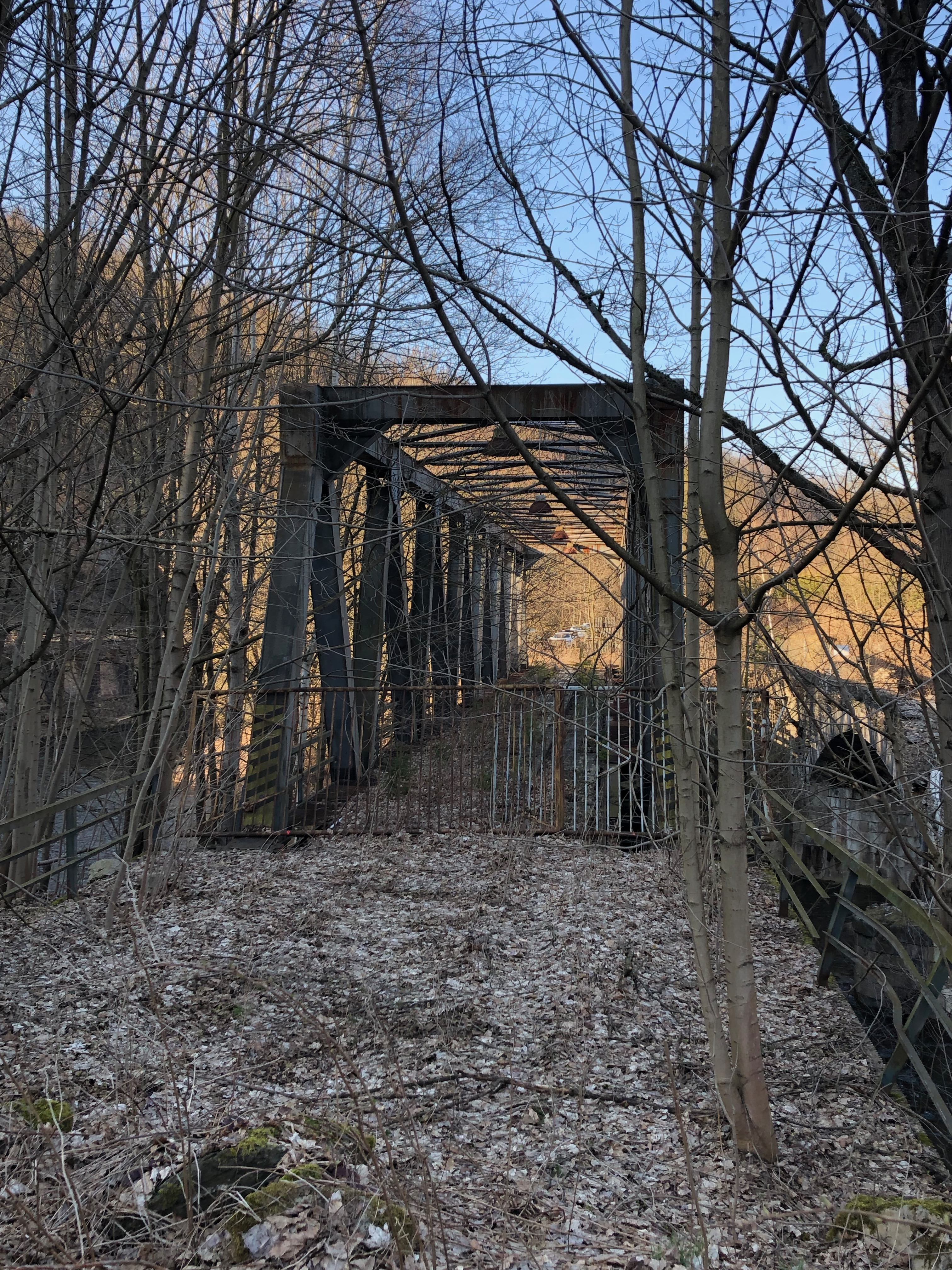
Unter Denkmalschutz gestellter Rest der ehemaligen Bahnbrücke zwischen Schlema und Aue

Noch einmal, am 31. Mai 1959 erhielten die Bahnhöfe neue Namen, aus Schneeberg-Niederschlema wurde nun endgültig SCHLEMA unterer Bahnhof. Seine Bedeutung ging weiter zurück, als die Schnellzüge von Leipzig nach Aue ab dem Sommerfahrplan 1958 hier nicht mehr hielten. Der stetige Personenverkehr wurde ab 1959 hier eingestellt, Güterverkehr gab es weiterhin, der nun aber aus dem Transport von Wohnungsbauplatten und dem Verbringen der Industrieerzeugnisse der nahe stehenden Fabriken bestand. Dafür kamen dann Kleindiesellokomotiven zum Einsatz, die auf dem ehemaligen Holzlagerplatz einen Lokschuppen bekamen. Die erste Steinbrücke über die Mulde war Ende der 1950er Jahre baufällig und wurde durch eine Stahlträgerbrücke ersetzt.
Eisenbahnfreunde und Mitglieder des Kulturbundes der DDR organisierten 1984 zusammen mit dem Museum für bergmännische Volkskunst aus Anlass des 125-jährigen Bestehens der Bahnstrecke von und nach Niederschlema eine Oldtimer-Sonderzugfahrt und eine kleine Feier. Erst einige Jahre nach der Wende, im Juni 1996, wurden die letzten Verbindungsgleise zwischen dem unteren und dem oberen Bahnhof des Ortes abgebaut.